# Academia Peak
Academia Peak är en bergstopp i Antarktis. Den ligger på Sydshetlandsöarna. Argentina, Chile och Storbritannien gör anspråk på området. Toppen på Academia Peak är 1 155 meter över havet.
Terrängen runt Academia Peak är bergig åt sydost, men enbart kuperad åt nordväst. Trakten är glest befolkad. Närmaste befolkade plats är den bulgariska forskningsstationen St. Kliment Ohridski Base, 7,8 kilometer nordväst om Academia Peak. 